# Tingis auriculata
Tingis auriculata är en insektsart som först beskrevs av Costa 1847.  Tingis auriculata ingår i släktet Tingis och familjen nätskinnbaggar. Inga underarter finns listade i Catalogue of Life.